# Legião Futebol Clube
Il Legião Futebol Clube, noto anche semplicemente come Legião, è una società calcistica brasiliana con sede a Brasilia, capitale del Brasile e del Distretto Federale.

## Storia
Il club è stato fondato nel 2001 come club amatoriale, e divenne professionistico l'11 maggio 2006. Il Legião ha vinto il Campeonato Brasiliense Terceira Divisão nel 2006, dopo aver battuto il Brasília in finale. Ha partecipato al Campeonato Brasileiro Série C nel 2008, dove è stato eliminato alla prima fase.

## Palmarès

### Competizioni statali
- Campeonato Brasiliense Terceira Divisão: 1

2006